# Calosota parva
Calosota parva är en stekelart som beskrevs av Girault 1932. Calosota parva ingår i släktet Calosota och familjen hoppglanssteklar. Inga underarter finns listade.